# Petra Kronberger
Petra Kronberger (21 de fevereiro de 1969) é uma esquiadora profissional austríaca aposentada. Foi a campeã geral da Copa do Mundo de Esqui Alpino por três anos aconsecutivos entre 1990 e 1992, levando também o título individual do Slalom em 1991.

## Vitórias na Copa do Mundo

### Resultados gerais
| Temporada | Prova         |
| --------- | ------------- |
| 1990      | Campeã geral  |
| 1991      | Campeã geral  |
| 1991      | Campeã Slalom |
| 1992      | Campeã geral  |

### Corridas individuais
| Data                   | Local               | prova        |
| ---------------------- | ------------------- | ------------ |
| 16 de dezembro de 1989 | Panorama            | Downhill     |
| 17 de janeiro de 1989  | Panorama Ski Resort | Downhill     |
| 8 de janeiro de 1990   | Hinterstoder        | Giant Slalom |
| 14 de janeiro de 1990  | Haus im Ennstal     | Combinado    |
| 28 de janeiro de 1990  | Santa Caterina      | Giant Slalom |
| 13 de março de 1990    | Vemdalen            | Slalom       |
| 1 de dezembro de 1990  | Valzoldana          | Giant Slalom |
| 2 de dezembro de 1990  | Valzoldana          | Slalom       |
| 9 de dezembro de 1990  | Altenmarkt          | Super-G      |
| 21 de dezembro de 1990 | Morzine             | Downhill     |
| 7 de janeiro de 1991   | Bad Kleinkirchheim  | Combinado    |
| 13 de janeiro de 1991  | Kranjska Gora       | Slalom       |
| 18 de janeiro de 1991  | Méribel             | Downhill     |
| 19 de janeiro de 1991  | Méribel             | Super-G      |
| 21 de dezembro de 1991 | Serre-Chevalier     | Downhill     |
| 14 de março de 1992    | Panorama            | Downhill     |